# 993 a.C.
Il 993 a.C. (CMXCIII a.C. in numeri romani) è un anno  del X secolo a.C.

## Eventi
- Leil è re dei britanni.